# Янко, Михаил Леонидович
Михаил Леонидович Я́нко (30 января 1950, Воронеж — 13 июня 2025, Липецк) — советский и российский актёр. Народный артист Российской Федерации (1995). Лауреат Государственной премии РСФСР им. К. С. Станиславского (1985).

## Биография
Отец Леонид Михайлович руководил строительной организацией. Мать Тамара Всеволодовна работала медицинским работником. В детстве был взят в детскую редакцию литературно-драматических передач Воронежского телевидения, на котором первой работой стала роль Пуделя Артемона в «Золотом ключике» Алексея Толстого. С 1965 года служил в самодеятельном Театре юношеского творчества Дворца культуры Воронежского авиационного завода. В 1971 году закончил актёрский факультет ГИТИСа. Служил в труппе Ульяновского драматического театра. В 1977 году переехал к родителям в Воронеж.
С июня 1978 года — актёр Липецкого театра драмы.
В 2000—2002 годах служил во МХАТе имени М. Горького.
С 2002 года вновь в труппе Липецкого театра драмы. Также играл в труппе Липецкого муниципального театра.
Умер 13 июня 2025 года на 76-м году жизни в Липецке.

## Признание и награды
- Государственная премия РСФСР имени К. С. Станиславского (1985) — за исполнение роли Михаила Львовича Астрова в спектакле «Дядя Ваня» А. П. Чехова[2]
- Заслуженный артист РСФСР (1988)[2]
- Народный артист Российской Федерации (1995)[1]

## Творчество

### Роли в театре
- «Живой труп» Л. Н. Толстого — Виктор Михайлович Каренин[2]
- «Последний срок» В. Г. Распутина — Михаил
- «Похождения Остапа Бендера» Ильфа и Петрова — Остап Бендер
- «Таланты и поклонники» А. Н. Островского — Ераст Громилов
- «Скупой» Мольера — Гарпагон
- «Лев Гурыч Синичкин» Д. Т. Ленского — Пётр Петрович Пустославцев
- «Возможен трагический балаган» по пьесе М. Горького «Последние» — Иван Коломийцев
- «Дамы и гусары» Л. Л. Солина — Ротмистр
- «Человек, зверь и добродетель» Луиджи Пиранделло — капитан Перелла
- «Чайка» А. П. Чехова — Борис Алексеевич Тригорин
- «Дядя Ваня» А. П. Чехова — Михаил Львович Астров
- «Пять пудов любви» (пьеса «Медведь») А. П. Чехова — Григорий Михайлович Смирнов
- «Вишнёвый сад» А. П. Чехова — Ермолай Алексеевич Лопахин

### Фильмография
- 1988 — Чайка — Тригорин
- 2006 — Парижане — Леонид Трофимович Руднев, депутат Верховного совета

## Семья
- Младшая сестра Ирина — заслуженная артистка Российской Федерации, актриса Ульяновского драматического театра.
- Жена Татьяна Фирсова — актриса Липецкого театра драмы[4].
- Дочь Мария — актриса МХАТа имени М. Горького.
- Сын Филипп — юрист.